# 滝川峰子
滝川 峰子（たきかわ みねこ、1961年 - ）は、日本のAV女優。

## 人物
2010年にデビューした熟女系のAV女優である。アニメ声と巨乳、巨尻の持ち主である。

## 出演作品
- 熟年AVデビュードキュメント 恥しいけど見て下さい!私の初めてのAV出演を…。（2010年11月20日、ルビー）[2]
- Love Remember 3～今日だけは、若かったあの日に戻って… 峰子50歳（2010年12月2日、グローリークエスト）[2]
- 中出し近親相姦 母の躰に堕ちた息子（2010年12月17日、MARIA/エマニエル）[2]
- 親友の母 滝川峰子（2010年12月18日、ルビー）[2]
- 母の豊満な肉体にムラムラして…（2010年12月25日、アカデミック）[2]
- 実録!近親相姦 兄弟を甘やかす豊満母（2011年1月8日、ルビー）[2]
- 母子相姦 母の淫体（2011年1月28日、小林興業）[2]
- 中出し近親相姦 夜のお母さん 我が家の24時（2011年2月3日、センタービレッジ）[2]
- ふるさと近親相姦物語 息子に犯された五十路六十路もんぺお母さん 5（2011年2月18日、婦人社/エマニエル）[2]
- 【AV30】ガッツリ魅せます！歴代売上ランキングBEST60 ルビー創立20周年記念作品（2012年8月13日、ルビー）[2]